# Fonds arabe pour le développement économique et social
Le Fonds arabe pour le développement économique et social (FADES) est une institution financière de développement panarabe qui a son siège au Koweït. Ses membres sont les mêmes que ceux de la Ligue arabe. En 2003, ses fonds s’élèveraient à 7,3 milliards de $.
Il s'est réuni pour la première fois en février 1972.